# Marathon van Milaan 2003
De Marathon van Milaan 2003 vond plaats op zondag 30 november 2003. Het was de vierde editie van deze marathon.
De wedstrijd werd gedomineerd door Kenianen. Bij de mannen won John Birgen in 2:09.08. Hij had op de streep zestien seconden voorsprong op zijn landgenoot Philip Tarus. De eveneens uit Kenia komende Robert Kipkoech Cheruiyot, winnaar van de vorige editie, maakte het Keniaanse podium compleet. Bij de vrouwen ging de Keniaanse Anne Jelagat Kibor in 2:29.23 met de hoogste eer strijken.

## Uitslagen
Mannen
| rang | naam                      | land | tijd    |
| ---- | ------------------------- | ---- | ------- |
| 1    | John Birgen               | KEN  | 2:09.08 |
| 2    | Philip Tarus              | KEN  | 2:09.24 |
| 3    | Robert Kipkoech Cheruiyot | KEN  | 2:11.07 |
| 4    | Ambesse Tolosa            | ETH  | 2:11.12 |
| 5    | Danilo Goffi              | ITA  | 2:11.23 |
| 6    | Simon Mutai               | KEN  | 2:13.27 |
| 7    | Waldemar Glinka           | POL  | 2:14.53 |
| 8    | Jose Palalia              | MEX  | 2:14.54 |
| 9    | Francisco Bautista        | MEX  | 2:15.00 |
| 10   | Phill Sly                 | AUS  | 2:15.27 |
| 11   | Philip Kirui              | KEN  | 2:15.58 |
| 12   | Saltimis Atmaca           | TUR  | 2:18.37 |
| 13   | Wilson Kenei              | KEN  | 2:19.38 |
| 14   | Jérôme Claeys             | GBR  | 2:20.09 |
| 15   | Marco Baldini             | ITA  | 2:20.18 |
| 16   | Norman Dlomo              | RSA  | 2:20.23 |
| 17   | Pietro Cilento            | ITA  | 2:20.26 |
| 18   | Filip Lo Piccolo          | ITA  | 2:20.36 |
| 19   | Roberto Corbara           | ITA  | 2:25.05 |
| 20   | Wolfgang Cramaro          | AUT  | 2:25.52 |

Vrouwen
| rang | naam               | land | tijd    |
| ---- | ------------------ | ---- | ------- |
| 1    | Anne Jelagat Kibor | KEN  | 2:29.23 |
| 2    | Rosalba Console    | ITA  | 2:30.56 |
| 3    | Angelika Sanchez   | MEX  | 2:31.12 |
| 4    | Alice Chelangat    | KEN  | 2:31.58 |
| 5    | Mezeret Kotu       | ETH  | 2:33.24 |
| 6    | Fatima Cabral      | POR  | 2:33.32 |
| 7    | Lale oztruk        | TUR  | 2:35.51 |
| 8    | Serap Aktas        | TUR  | 2:37.57 |
| 9    | Flavia Passerini   | ITA  | 2:40.08 |
| 10   | Antonina Siracusa  | ITA  | 2:41.39 |
| 11   | Catherine Bertone  | ITA  | 2:43.56 |
| 12   | Rosalia Scavotto   | ITA  | 2:44.38 |
| 13   | Laura Ricci        | ITA  | 2:45.54 |
| 14   | Maria Grazia Piras | ITA  | 2:51.31 |
| 15   | Susan Jepketer     | KEN  | 2:52.30 |

2000 ·
2001 ·
2002 ·
2003 ·
2004 ·
2005 ·
2006 ·
2007 ·
2008 ·
2009 ·
2010 ·
2011 ·
2012 ·
2013 ·
2014 ·
2015 ·
2016 ·
2017